# Бель, Эндрю
Эндрю Бель (англ. Andrew Belle; род. 26 августа 1984, Чикаго, Иллинойс) — американский певец и автор песен. Гастролировал вместе с известными артистами, такими как Мэт Кирни, Бен Ректор, Аллен Стоун, Джошуа Радин, Бретт Деннен и Дайан Берч, рок-группой Лига и дуэтом The Milk Carton Kids. Участник известного и признанного критиками коллектива авторов песен Ten Out of Tenn.

## Биография и карьера

#### 2007—2009: Начало иAll Those Pretty Lights
Эндрю начал свою карьеру в 22 года, вскоре после того, как вернулся домой из колледжа. В 2007 он стал выступать как сольный исполнитель на различных площадках Чикаго, включая Rockit Bar and Grill, Elbo Room, SPACE и Schubas Tavern. Свой дебютный ЕР All Those Pretty Lights выпустил 9 сентября 2008 года.

#### 2010:In My Veins,The LadderиThe Daylight EP
Его песня «In My Veins» звучала в сериалах «Анатомия Страсти», «Касл», «Милые обманщицы» и «Дневники вампира». Она не попала на дебютный альбом Эндрю — The Ladder, который был выпущен 23 февраля 2010 года. Песня «Sky’s Still Blue» звучала в рекламе Windows 7, Windows Live и Windows Phone 7 ecosystem и была доступна для бесплатного скачивания с сайта Microsoft. Трек был включён в EP под названием The Daylight, который был выпущен в цифровом формате 28 февраля 2012 года. Также он написал несколько композиций для других сериалов и шоу.

#### 2013—2015:Black Bear
Для своего второго альбома Black Bear Бель написал автобиографичные песни, темы которых варьировались: от общения с Богом до анализа собственных взаимоотношений с девушкой. Альбом сочетает в себе фолк песни, вдохновением для которых послужили такие группы как M83, Beach House и Washed Out. Во время записи альбома он сказал: «Я не хотел застрять в этой нише простого акустического исполнителя, […] я хотел делать музыку, схожую с творчеством подобных музыкантов». Black Bear был издан 20 августа 2013 года и спродюсирован Чадом Копелином в Нормане, штат Оклахома. В интервью USA Today Бель упомянул, что первый сингл альбома «Pieces» он написал для своей жены после их свадьбы в Чикаго в 2012 году. 7 октября 2014 года был выпущен ЕР под названием Black Bear (Hushed), в который вошли урезанные версии пяти треков из альбома.

#### 2016—2017:Dive Deep
Певец и автор набирает популярность, даёт интервью, в которых подчёркивает, что его «внимание всегда сосредоточено на глубине и содержании текстов и эмоциях в поддерживающих их мелодиях. Я не пишу ничего, что не соответствует действительности, и ничего, кроме того, через что я не прошёл лично». В августе 2016 Бель выпустил заглавный сингл своего будущего третьего альбома Dive Deep с таким же именем. Последующий сингл «You» прозвучал 28 октября. 19 ноября была выпущена рождественская песня «Back for Christmas». Новый альбом Dive Deep вышел 25 августа 2017 года. Он дебютировал в чарте Billboard’s Heatseekers Albums с восьмой строчки. Прошёл тур Dive Deep Fall Tour по городам США, который завершился 16 ноября в Сент-Луисе. Более, чем на половину концертов солд-аут.

#### 2019
Эндрю Бель участвует в гастролях, ездит с турами по США, Европе и Англии, молчание объясняет загруженностью и тем, что в его семье появилась дочь.

#### 2021:Nightshade
11 июня 2021 года выходит первый сингл «My Poor Heart» из будущего альбома Nightshade. Релиз второго сингла «Spectrum» состоялся 09 июля 2021. 27 июля 2021 года было объявлено о выходе третьего одноименного сингла с предстоящего альбома. Альбом вышел 20 августа 2021 года.

## Отзывы
Музыка Эндрю Бель, от органических акустических звуков до электро-синтезатора, сложно отнести к одному жанру. Какую бы эволюцию он ни претерпел, плавный, мелодичный и уникальный голос Бель остаётся непреодолимой движущей силой, которая продолжает привлекать людей к его творчеству.
После успеха его второго альбома Black Bear последующие музыкальные разработки, например, Dive Deep продолжают эксперименты художника со звуком и написанием текстов. Треки носят более личный характер, а тексты передают истории и идеи настоящего музыкального путешествия, к которому слушателям нравится присоединяться.
Прекрасным продолжением музыкальных путешествий Бель является волнистая и интроспективная вступительная часть альбома «Horizon». Среди других выдающихся песен — «Dive Deep» о ранних этапах его отношений с женой; зажигательный танец «Даун»; гимн гранж-рок-синтезатор «Ты». Какой бы ни была песня, автор находит способ увлечь и захватить внимание слушателей своим оригинальным талантом.
Музыкант Уильям Уайлд (англ. William Wilde).
Эндрю Бель зарекомендовал себя как один из самых ярких авторов песен с момента выпуска своего дебютного альбома The Ladder в 2010 году. Хотя этот альбом в течение нескольких недель держался на первой строчке в чарте исполнителей и авторов песен iTunes и получил десятки телеканалов и лицензий на фильмы, Бель смело последовала за новой музой в электронном альтернативном продолжении альбома — Black Bear. В его третьем и последнем альбоме Dive Deep вдвое больше эфирного электронного звучания по сравнению с Black Bear, и Бель продвигается к новым глубинам как автор песен, вокалист и композитор. На Dive Deep изобилуют парящие припевы и мрачные аранжировки, тщательно продуманный и глубоко прочувствованный альбом, заслуживающий внимания.

## Семья
В 2012 году женился на Джилл Дарт (англ. Jill Dart). Свадьба состоялась 12 июня в Чикаго. В 2017 году родилась дочь. Также у Эндрю есть две сестры — Лорен и Мэгги Фортсон.

## Дискография

#### Студийные альбомы[14]
- 2010 — The Ladder
- 2013 — Black Bear
- 2017 — Dive Deep
- 2021 — Nightshade

#### EPs
- 2008 — All Those Pretty Lights
- 2012 — The Daylight
- 2014 — Black Bear (Hushed)
- 2018 — Dive Deep (Hushed)
- 2021 — Nightshade
- 2024 — Nightshade (Hushed)

## Награды
| Год  | Награда               | Категория                           | Работа  | Результат |
| ---- | --------------------- | ----------------------------------- | ------- | --------- |
| 2009 | MTV Video Music Award | Chicago Breakout Artist of the Year | Himself | Победа    |